# گرانت تورنتون
گرانت تورنتون (انگلیسی: Grant Thornton) شرکت خدمات حرفه‌ای آمریکایی است، که در سال ۱۹۲۴ تأسیس شد.
شرکت گرانت تورنتون، شرکت آمریکایی عضو گرنت تورنتون اینترنشنال، هفتمین شبکه بزرگ حسابداری در جهان از نظر درآمد ترکیبی از کارمزدها است. گرنت تورنتون ال‌ال‌پی هفتمین سازمان بزرگ حسابداری و مشاوره‌ای ایالات متحده است. این شرکت ۵۹ دفتر در سراسر ایالات متحده با تقریباً ۸۵۰۰ کارمند و ۵۵۰ شریک دارد و درآمد سالانه آن بیش از ۱٫۹ میلیارد دلار آمریکا است.
در سال ۲۰۲۴، شرکای گرنت تورنتون اکثریت شرکت را به نیو مانتین کپیتال، یک شرکت سهامی خصوصی، فروختند که این امر تأثیر قابل توجهی بر کسب و کار آنها داشته است.